# Кубок світу з хокею з шайбою 2004
Кубок світу з хокею з шайбою 2004 — 2-й кубок світу з хокею, що пройшов на двох континентах в Північній Америці та Європі з 30 серпня по 14 вересня 2004. Володарем кубка вперше в історії стала збірна Канади.

## Учасники
| Північноамериканська група | Європейська група |
| -------------------------- | ----------------- |
| Канада                     | Чехія             |
| Росія                      | Фінляндія         |
| Словаччина                 | Німеччина         |
| США                        | Швеція            |

## Арени
Північноамериканська група та плей-оф
- Ейр Канада-центр – Торонто, Канада
- Белл-центр – Монреаль, Канада
- Ексел-Енерджі-центр – Сент-Пол, США

Європейська група та чвертьфінали
- Глобен – Стокгольм, Швеція
- Hartwall Arena – Гельсінкі, Фінляндія
- Кельнарена – Кельн, Німеччина
- O2 Арена – Прага, Чехія

## Виставкові матчі турніру
| Дата       | Місто, країна          | Гості      | Господарі  | Рахунок    |
| ---------- | ---------------------- | ---------- | ---------- | ---------- |
| 22.08.2004 | Кельн, Німеччина       | Росія      | Німеччина  | 3 : 3 (ОТ) |
| 22.08.2004 | Братислава, Словаччина | Швеція     | Словаччина | 2 : 0      |
| 23.08.2004 | Прага, Чехія           | Фінляндія  | Чехія      | 1 : 1 (ОТ) |
| 23.08.2004 | Колумбус, США          | Канада     | США        | 1 : 3      |
| 25.08.2004 | Стокгольм, Швеція      | Фінляндія  | Швеція     | 1 : 2 (ОТ) |
| 25.08.2004 | Кельн, Німеччина       | Чехія      | Німеччина  | 7 : 4      |
| 25.08.2004 | Оттава, Канада         | США        | Канада     | 1 : 3      |
| 26.08.2004 | Гельсінкі, Фінляндія   | Німеччина  | Фінляндія  | 2 : 4      |
| 27.08.2004 | Прага, Чехія           | Швеція     | Чехія      | 3 : 5      |
| 27.08.2004 | Колумбус, США          | Росія      | США        | 0 : 2      |
| 28.08.2004 | Оттава, Канада         | Словаччина | Канада     | 2 : 2 (ОТ) |
| 29.08.2004 | Оттава, Канада         | Словаччина | Росія      | 0 : 0 (ОТ) |

## Груповий етап

### Північноамериканська група
| Збірна     | І | В | П | Н | ШЗ | ШП | РІЗ | О |
| ---------- | - | - | - | - | -- | -- | --- | - |
| Канада     | 3 | 3 | 0 | 0 | 10 | 3  | +7  | 6 |
| Росія      | 3 | 2 | 1 | 0 | 9  | 6  | +3  | 4 |
| США        | 3 | 1 | 2 | 0 | 5  | 6  | −1  | 2 |
| Словаччина | 3 | 0 | 3 | 0 | 4  | 13 | −9  | 0 |

| 31 серпня 2004 19:00 | США | 1 : 2 (0:1, 1:1, 0:0) | Канада | «Белл-центр», Монреаль Глядачів: 21,273 |

| Протокол                    | Протокол    | Протокол                                                                               | Протокол      | Протокол                            |
| --------------------------- | ----------- | -------------------------------------------------------------------------------------- | ------------- | ----------------------------------- |
|                             | Роберт Еш   | Голкіпери                                                                              | Мартен Бродер | Арбітри: Пол Деворський Бред Вотсон |
| Б. Герін (С. Гомес) – 30:40 | 0–1 0–2 1–2 | 16:01 – М. Сан-Луї (Д. Торнтон, С. Нідермаєр) 23:05 – Д. Сакік (В. Редден, М. Сан-Луї) |               | Арбітри: Пол Деворський Бред Вотсон |
| 21 хв.                      | Вилучення   | 19 хв.                                                                                 |               | Арбітри: Пол Деворський Бред Вотсон |
| 24                          | Кидки       | 32                                                                                     |               | Арбітри: Пол Деворський Бред Вотсон |

| 1 вересня 2004 19:00 | Канада | 5 : 1 (2:0, 1:0, 2:1) | Словаччина | «Белл-центр», Монреаль Глядачів: 21,273 |

| Протокол | Протокол                | Протокол                                      | Протокол        | Протокол                                   |
| --- | ----------------------- | --------------------------------------------- | --------------- | ------------------------------------------ |
| | Мартен Бродер           | Голкіпери                                     | Растіслав Станя | Арбітри: Дон Ван Массенгофен Стефен Волком |
| Д. Торнтон – 3:02 Р. Сміт (А. Фут, В. Лекавальє) – 4:43 С. Ганьє (М. Сан-Луї) – 24:07 М. Сан-Луї (Б. Річардс, А. Фут) – 40:58 Р. Сміт (В. Лекавальє, Д. Гітлі) – 47:11 | 1–0 2–0 3–0 4–0 4–1 5–1 | 44:53 – М. Цібак (Л. Бартечко, Б. Радівоєвич) |                 | Арбітри: Дон Ван Массенгофен Стефен Волком |
| 8 хв. | Вилучення               | 12 хв.                                        |                 | Арбітри: Дон Ван Массенгофен Стефен Волком |
| 35 | Кидки                   | 25                                            |                 | Арбітри: Дон Ван Массенгофен Стефен Волком |

| 2 вересня 2004 19:00 | Росія | 3 : 1 (0:0, 1:1, 2:0) | США | «Ексел-Енерджі-центр», Сент-Пол Глядачів: 18,064 |

| Протокол                                                                                               | Протокол        | Протокол                                   | Протокол  | Протокол                            |
| --- | --------------- | ------------------------------------------ | --------- | ----------------------------------- |
| | Ілля Бризгалов  | Голкіпери                                  | Роберт Еш | Арбітри: Пол Деворський Бред Вотсон |
| Д. Зубрус (О. Кваша, О. Яшин) – 32:20 О. Ковальов (О. Хаванов) – 45:05 В. Козлов (С. Самсонов) – 58:02 | 1–0 1–1 2–1 3–1 | 33:44 – К. Ткачук (М. Модано, Б. Рафалскі) |           | Арбітри: Пол Деворський Бред Вотсон |
| 41 хв.                                                                                                 | Вилучення       | 17 хв.                                     |           | Арбітри: Пол Деворський Бред Вотсон |
| 45 | Кидки           | 21                                         |           | Арбітри: Пол Деворський Бред Вотсон |

| 3 вересня 2004 19:00 | Словаччина | 1 : 3 (1:2, 0:0, 0:1) | США | «Ексел-Енерджі-центр», Сент-Пол Глядачів: 17,104 |

| Протокол                              | Протокол        | Протокол | Протокол     | Протокол                                   |
| ------------------------------------- | --------------- | --- | ------------ | ------------------------------------------ |
|                                       | Ян Лашак        | Голкіпери | Рік ДіП'єтро | Арбітри: Дон Ван Массенгофен Стефен Волком |
| Л. Надь (П. Демітра, З. Хара) – 11:14 | 0–1 1–1 1–2 1–3 | 3:09 – Б. Смолінскі (Б. Літч, Т. Амонте) 13:27 – Д. Блейк (К. Челіос, С. Гомес) 56:17 – Б. Герін (М. Модано) |              | Арбітри: Дон Ван Массенгофен Стефен Волком |
| 12 хв.                                | Вилучення       | 12 хв. |              | Арбітри: Дон Ван Массенгофен Стефен Волком |
| 17                                    | Кидки           | 39 |              | Арбітри: Дон Ван Массенгофен Стефен Волком |

| 4 вересня 2004 19:00 | Росія | 1 : 3 (0:0, 0:2, 1:1) | Канада | «Ейр Канада-центр», Торонто Глядачів: 19,226 |

| Протокол                          | Протокол        | Протокол | Протокол      | Протокол                            |
| --------------------------------- | --------------- | --- | ------------- | ----------------------------------- |
|                                   | Максим Соколов  | Голкіпери | Мартен Бродер | Арбітри: Пол Деворський Бред Вотсон |
| С. Гончар (М. Афіногенов) – 52:46 | 0–1 0–2 0–3 1–3 | 23:40 – Б. Річардс (С. Ганьє, С. Геннен) 25:17 – К. Дрейпер (Ш. Доун, В. Лекавальє) 45:43 – Д. Сакік (М. Лем'є) |               | Арбітри: Пол Деворський Бред Вотсон |
| 12 хв.                            | Вилучення       | 12 хв. |               | Арбітри: Пол Деворський Бред Вотсон |
| 28                                | Кидки           | 28 |               | Арбітри: Пол Деворський Бред Вотсон |

| 5 вересня 2004 19:00 | Словаччина | 2 : 5 (1:1, 0:2, 1:2) | Росія | «Ейр Канада-центр», Торонто Глядачів: 18,115 |

| Протокол                                                  | Протокол                    | Протокол | Протокол       | Протокол                                   |
| --------------------------------------------------------- | --------------------------- | --- | -------------- | ------------------------------------------ |
|                                                           | Ян Лашак                    | Голкіпери | Ілля Бризгалов | Арбітри: Дон Ван Массенгофен Стефен Волком |
| М. Госса (П. Демітра, З. Хара) – 10:27 М. Габорик – 45:47 | 0–1 1–1 1–2 1–3 1–4 2–4 2–5 | 8:10 – П. Дацюк (А. Марков, О. Фролов) 32:01 – О. Ковальов 35:47 – С. Самсонов (Д. Зубрус, С. Гончар) 40:59 – О. Яшин (О. Фролов) 47:10 – О. Овечкін (Д. Афанасєнков) |                | Арбітри: Дон Ван Массенгофен Стефен Волком |
| 14 хв.                                                    | Вилучення                   | 12 хв. |                | Арбітри: Дон Ван Массенгофен Стефен Волком |
| 27                                                        | Кидки                       | 15 |                | Арбітри: Дон Ван Массенгофен Стефен Волком |

### Європейська група
| Збірна    | І | В | П | Н | ШЗ | ШП | РІЗ | О |
| --------- | - | - | - | - | -- | -- | --- | - |
| Фінляндія | 3 | 2 | 0 | 1 | 11 | 4  | +7  | 5 |
| Швеція    | 3 | 2 | 0 | 1 | 13 | 9  | +4  | 5 |
| Чехія     | 3 | 1 | 2 | 0 | 10 | 10 | 0   | 2 |
| Німеччина | 3 | 0 | 3 | 0 | 4  | 15 | −11 | 0 |

| 30 серпня 2004 20:00 | Чехія | 0 : 4 (0:1, 0:0, 0:3) | Фінляндія | «Hartwall Arena», Гельсінкі Глядачів: 11,407 |

| Протокол | Протокол        | Протокол | Протокол         | Протокол                              |
| -------- | --------------- | --- | ---------------- | ------------------------------------- |
|          | Томаш Вокоун    | Голкіпери | Міікка Кіпрусофф | Арбітри: Марк Жоаннетт Дон Кохарський |
|          | 0–1 0–2 0–3 0–4 | 6:33 – Ю. Хентунен (Н. Капанен, Т. Нуммінен) 40:30 – С. Койву (Є. Лехтінен) 44:54 – Н. Капанен (С. Сало, В. Пельтонен) 48:51 – М. Елоранта (К. Тімонен, М. Койву) |                  | Арбітри: Марк Жоаннетт Дон Кохарський |
| 14 хв.   | Вилучення       | 4 хв. |                  | Арбітри: Марк Жоаннетт Дон Кохарський |
| 12       | Кидки           | 34 |                  | Арбітри: Марк Жоаннетт Дон Кохарський |

| 31 серпня 2004 19:00 | Німеччина | 2 : 5 (1:1, 1:4, 0:0) | Швеція | «Глобен», Стокгольм Глядачів: 12,133 |

| Протокол                                      | Протокол                    | Протокол | Протокол   | Протокол                          |
| --------------------------------------------- | --------------------------- | --- | ---------- | --------------------------------- |
|                                               | Олаф Кельціг                | Голкіпери | Томмі Сало | Арбітри: Ден Мареллі Кевін Поллок |
| М. Штурм – 17:53 Д. Кройтцер (Т. Бос) – 33:00 | 0–1 1–1 1–2 1–3 1–4 2–4 2–5 | 16:34 – Т. Гольмстрем (М. Неслунд, П. Форсберг) 21:59 – М. Сундін (Д. Альфредссон, Ф. Модін) 27:26 – К. Йонссон (Д. Альфредссон, Ф. Модін) 31:51 – М. Нільсон (М. Сундін, Т. Гольмстрем) 36:25 – Ф. Модін (К. Йонссон, М. Сундін) |            | Арбітри: Ден Мареллі Кевін Поллок |
| 14 хв.                                        | Вилучення                   | 8 хв. |            | Арбітри: Ден Мареллі Кевін Поллок |
| 19                                            | Кидки                       | 42 |            | Арбітри: Ден Мареллі Кевін Поллок |

| 1 вересня 2004 19:00 | Чехія | 3 : 4 (0:1, 0:3, 3:0) | Швеція | «Глобен», Стокгольм Глядачів: 13,850 |

| Протокол                                                                              | Протокол                    | Протокол | Протокол          | Протокол                          |
| ------------------------------------------------------------------------------------- | --------------------------- | --- | ----------------- | --------------------------------- |
|                                                                                       | Томаш Вокоун                | Голкіпери | Мікаель Теллквіст | Арбітри: Ден Мареллі Кевін Поллок |
| М. Ручинський (М. Гавлат) – 43:12 М. Жидлицький – 45:16 П. Еліаш (Р. Гамрлик) – 54:25 | 0–1 0–2 0–3 0–4 1–4 2–4 3–4 | 11:49 – Ф. Модін (М. Сундін) 22:58 – П. Форсберг (Т. Гольмстрем, М. Неслунд) 24:28 – М. Елунд (Д. Альфредссон, Ф. Модін) 30:30 – Г. Зеттерберг (К. Йонссон) |                   | Арбітри: Ден Мареллі Кевін Поллок |
| 16 хв.                                                                                | Вилучення                   | 16 хв. |                   | Арбітри: Ден Мареллі Кевін Поллок |
| 40                                                                                    | Кидки                       | 20 |                   | Арбітри: Ден Мареллі Кевін Поллок |

| 2 вересня 2004 19:30 | Фінляндія | 3 : 0 (1:0, 1:0, 1:0) | Німеччина | «Кельнарена», Кельн Глядачів: 12,975 |

| Протокол | Протокол         | Протокол  | Протокол     | Протокол                              |
| --- | ---------------- | --------- | ------------ | ------------------------------------- |
| | Міікка Кіпрусофф | Голкіпери | Олаф Кельціг | Арбітри: Марк Жоаннетт Дон Кохарський |
| К. Тімонен (Є. Лехтінен, Т. Селянне) – 10:47 Т. Селянне (К. Тімонен, С. Койву) – 31:27 Є. Лехтінен (К. Тімонен) – 55:38 | 1–0 2–0 3–0      |           |              | Арбітри: Марк Жоаннетт Дон Кохарський |
| 14 хв. | Вилучення        | 10 хв.    |              | Арбітри: Марк Жоаннетт Дон Кохарський |
| 39 | Кидки            | 29        |              | Арбітри: Марк Жоаннетт Дон Кохарський |

| 3 вересня 2004 19:00 | Німеччина | 2 : 7 (0:0, 0:5, 2:2) | Чехія | «O2 Арена», Прага Глядачів: 11,944 |

| Протокол                                                    | Протокол                            | Протокол | Протокол     | Протокол                              |
| ----------------------------------------------------------- | ----------------------------------- | --- | ------------ | ------------------------------------- |
|                                                             | Роберт Мюллер Олівер Йонас          | Голкіпери | Томаш Вокоун | Арбітри: Марк Жоаннетт Дон Кохарський |
| Т. Бос (Е. Левандовський) – 43:55 Й. Гехт (Р. Ліск) – 57:19 | 0–1 0–2 0–3 0–4 0–5 1–5 1–6 2–6 2–7 | 22:56 – М. Жидлицький (М. Страка, В. Проспал) 24:27 – Ї. Шлегр (Ї. Допіта, П. Сикора) 25:52 – Я. Ягр (В. Проспал) 30:50 – М. Гейдук (П. Еліаш) 35:48 – П. Еліаш (М. Гавлат) 50:59 – М. Гавлат (Т. Власак, Р. Гамрлик) 58:36 – В. Проспал (Я. Ягр) |              | Арбітри: Марк Жоаннетт Дон Кохарський |
| 10 хв.                                                      | Вилучення                           | 8 хв. |              | Арбітри: Марк Жоаннетт Дон Кохарський |
| 30                                                          | Кидки                               | 56 |              | Арбітри: Марк Жоаннетт Дон Кохарський |

| 4 вересня 2004 19:30 | Швеція | 4 : 4 (3:3, 0:1, 1:0, 0:0) | Фінляндія | «Hartwall Arena», Гельсінкі Глядачів: 12,948 |

| Протокол | Протокол                        | Протокол | Протокол         | Протокол                          |
| --- | ------------------------------- | --- | ---------------- | --------------------------------- |
| | Мікаель Теллквіст               | Голкіпери | Міікка Кіпрусофф | Арбітри: Ден Мареллі Кевін Поллок |
| Ф. Модін (Г. Зеттерберг, Д. Альфредссон) – 12:27 Н. Лідстрем (Д. Альфредссон, М. Сундін) – 17:24 Ф. Модін (К. Йонссон, Д. Альфредссон) – 19:17 Т. Гольмстрем (П. Форсберг, Ф. Модін) – 59:49 | 0–1 0–2 1–2 1–3 2–3 3–3 3–4 4–4 | 1:39 – В. Пельтонен (Т. Рууту, О. Вяянянен) 4:34 – О. Вяянянен (Т. Людман, Ю. Хентунен) 12:46 – С. Койву (Є. Лехтінен, Т. Селянне) 20:38 – О. Йокінен (Т. Рууту, В. Пельтонен) |                  | Арбітри: Ден Мареллі Кевін Поллок |
| 14 хв. | Вилучення                       | 10 хв. |                  | Арбітри: Ден Мареллі Кевін Поллок |
| 39 | Кидки                           | 29 |                  | Арбітри: Ден Мареллі Кевін Поллок |

## Плей-оф
|  | Чвертьфінали | Чвертьфінали | Чвертьфінали |        |       | Півфінали | Півфінали | Півфінали |  |  | Фінал | Фінал     | Фінал |
|  |              |              |              |        |       |           |           |           |  |  |       |           |       |
|  | E1           | Фінляндія    | 2            |        |       |           |           |           |  |  |       |           |       |
|  | E4           | Німеччина    | 1            |        |       |           |           |           |  |  |       |           |       |
|  | E4           | Німеччина    | 1            |        | E1    | Фінляндія | 2         |           |  |  |       |           |       |
|  |              |              |              |        | E1    | Фінляндія | 2         |           |  |  |       |           |       |
|  |              | NA3          | США          | 1      |       |           |           |           |  |  |       |           |       |
|  | NA3          | NA3          | США          | 1      | США   | 5         |           |           |  |  |       |           |       |
|  | NA3          |              |              |        | США   | 5         |           |           |  |  |       |           |       |
|  | NA2          | Росія        | 3            |        |       |           |           |           |  |  |       |           |       |
|  |              |              |              |        |       |           |           |           |  |  | E1    | Фінляндія | 2     |
|  |              |              | NA1          | Канада | 3     |           |           |           |  |  |       |           |       |
|  | NA1          | Канада       | 5            |        |       |           |           |           |  |  |       |           |       |
|  | NA4          | Словаччина   | 0            |        |       |           |           |           |  |  |       |           |       |
|  | NA4          | Словаччина   | 0            |        | NA1   | Канада    | 4         |           |  |  |       |           |       |
|  |              |              |              |        | NA1   | Канада    | 4         |           |  |  |       |           |       |
|  |              | E3           | Чехія        | 3      |       |           |           |           |  |  |       |           |       |
|  | E3           | E3           | Чехія        | 3      | Чехія | 6         |           |           |  |  |       |           |       |
|  | E3           |              |              |        | Чехія | 6         |           |           |  |  |       |           |       |
|  | E2           | Швеція       | 1            |        |       |           |           |           |  |  |       |           |       |

### Чвертьфінали
| 6 вересня 2004 20:00 | Німеччина | 1 : 2 (0:0, 0:1, 1:1) | Фінляндія | «Hartwall Arena», Гельсінкі Глядачів: 8,650 |

| Протокол                               | Протокол     | Протокол                                                                                | Протокол         | Протокол                          |
| -------------------------------------- | ------------ | --------------------------------------------------------------------------------------- | ---------------- | --------------------------------- |
|                                        | Олаф Кельціг | Голкіпери                                                                               | Міікка Кіпрусофф | Арбітри: Ден Мареллі Кевін Поллок |
| М. Штурм (М. Гоч, Д. Кройтцер) – 53:58 | 0–1 1–1 1–2  | 30:50 – Н. Гагман (Н. Капанен, К. Тімонен) 56:38 – М. Елоранта (К. Тімонен, О. Йокінен) |                  | Арбітри: Ден Мареллі Кевін Поллок |
| 8 хв.                                  | Вилучення    | 4 хв.                                                                                   |                  | Арбітри: Ден Мареллі Кевін Поллок |
| 28                                     | Кидки        | 24                                                                                      |                  | Арбітри: Ден Мареллі Кевін Поллок |

| 7 вересня 2004 19:00 | Чехія | 6 : 1 (2:0, 1:0, 3:1) | Швеція | «Глобен», Стокгольм Глядачів: 11,957 |

| Протокол | Протокол                    | Протокол                                        | Протокол          | Протокол                              |
| --- | --------------------------- | ----------------------------------------------- | ----------------- | ------------------------------------- |
| | Томаш Вокоун                | Голкіпери                                       | Мікаель Теллквіст | Арбітри: Марк Жоаннетт Дон Кохарський |
| М. Страка (В. Проспал) – 6:15 М. Гавлат (П. Еліаш) – 13:30 М. Жидлицький (М. Страка) – 36:08 Р. Дворжак (П. Чаянек) – 48:17 М. Гейдук (М. Жидлицький) – 54:37 М. Гейдук (П. Чаянек) – 58:15 | 1–0 2–0 3–0 4–0 5–0 5–1 6–1 | 56:29 – Т. Гольмстрем (М. Неслунд, П. Форсберг) |                   | Арбітри: Марк Жоаннетт Дон Кохарський |
| 4 хв. | Вилучення                   | 8 хв.                                           |                   | Арбітри: Марк Жоаннетт Дон Кохарський |
| 32 | Кидки                       | 18                                              |                   | Арбітри: Марк Жоаннетт Дон Кохарський |

| 7 вересня 2004 18:00 | США | 5 : 3 (1:0, 1:1, 3:2) | Росія | «Ексел-Енерджі-центр», Сент-Пол Глядачів: 17,218 |

| Протокол | Протокол                        | Протокол | Протокол       | Протокол                            |
| --- | ------------------------------- | --- | -------------- | ----------------------------------- |
| | Роберт Еш                       | Голкіпери | Ілля Бризгалов | Арбітри: Пол Деворський Бред Вотсон |
| К. Ткачук (М. Модано, Б. Рафалскі) – 11:20 К. Ткачук (Б. Герін, М. Модано) – 21:56 С. Гомес (К. Ткачук) – 44:25 К. Ткачук (Б. Герін, М. Модано) – 44:47 К. Ткачук (М. Модано, Б. Рафалскі) – 59:05 | 1–0 2–0 2–1 2–2 3–2 4–2 4–3 5–3 | 27:14 – Д. Афанасєнков (А. Чубаров, С. Гончар) 40:36 – Д. Зубрус (О. Яшин, Д. Каспарайтіс) 51:04 – І. Ковальчук (С. Самсонов, О. Ковальов) |                | Арбітри: Пол Деворський Бред Вотсон |
| 10 хв. | Вилучення                       | 6 хв. |                | Арбітри: Пол Деворський Бред Вотсон |
| 21 | Кидки                           | 21 |                | Арбітри: Пол Деворський Бред Вотсон |

| 8 вересня 2004 19:00 | Словаччина | 0 : 5 (0:0, 0:4, 0:1) | Канада | «Ейр Канада-центр», Торонто Глядачів: 18,786 |

| Протокол | Протокол                 | Протокол | Протокол      | Протокол                                   |
| -------- | ------------------------ | --- | ------------- | ------------------------------------------ |
|          | Ян Лашак Растіслав Станя | Голкіпери | Мартен Бродер | Арбітри: Дон Ван Массенгофен Стефен Волком |
|          | 0–1 0–2 0–3 0–4 0–5      | 22:28 – В. Лекавальє (Б. Річардс, Е. Брюер) 25:26 – Д. Ігінла (Д. Сакік, Е. Брюер) 31:29 – Р. Сміт (В. Лекавальє, Д. Гітлі) 31:48 – Д. Сакік (Д. Ігінла, М. Лем'є) 47:49 – Д. Ігінла (М. Лем'є, Д. Сакік) |               | Арбітри: Дон Ван Массенгофен Стефен Волком |
| 8 хв.    | Вилучення                | 8 хв. |               | Арбітри: Дон Ван Массенгофен Стефен Волком |
| 23       | Кидки                    | 26 |               | Арбітри: Дон Ван Массенгофен Стефен Волком |

### Півфінали
| 10 вересня 2004 18:00 | США | 1 : 2 (0:0, 1:0, 0:2) | Фінляндія | «Ексел-Енерджі-центр», Сент-Пол Глядачів: 18,064 |

| Протокол                              | Протокол    | Протокол                                                                    | Протокол         | Протокол                              |
| ------------------------------------- | ----------- | --------------------------------------------------------------------------- | ---------------- | ------------------------------------- |
|                                       | Роберт Еш   | Голкіпери                                                                   | Міікка Кіпрусофф | Арбітри: Марк Жоаннетт Дон Кохарський |
| Д. Вейт (С. Гомес, П. Мартін) – 32:57 | 1–0 1–1 1–2 | 45:04 – О. Йокінен (Т. Нуммінен) 56:06 – С. Койву (О. Вяянянен, Т. Селянне) |                  | Арбітри: Марк Жоаннетт Дон Кохарський |
| 8 хв.                                 | Вилучення   | 8 хв.                                                                       |                  | Арбітри: Марк Жоаннетт Дон Кохарський |
| 17                                    | Кидки       | 12                                                                          |                  | Арбітри: Марк Жоаннетт Дон Кохарський |

| 11 вересня 2004 18:30 | Чехія | 3 : 4 (ОТ) (0:0, 1:2, 2:1, 0:1) | Канада | «Ейр Канада-центр», Торонто Глядачів: 19,273 |

| Протокол | Протокол                    | Протокол | Протокол       | Протокол                              |
| --- | --------------------------- | --- | -------------- | ------------------------------------- |
| | Томаш Вокоун                | Голкіпери | Роберто Луонго | Арбітри: Пол Деворський Стефен Волком |
| П. Чаянек (М. Гейдук, М. Ручинський) – 35:07 М. Гавлат (Т. Каберле, М. Гейдук) – 47:21 П. Еліаш (М. Гавлат) – 53:53 | 0–1 0–2 1–2 2–2 2–3 3–3 3–4 | 31:15 – Е. Брюер (К. Дрейпер, Д. Торнтон) 34:25 – М. Лем'є (В. Лекавальє, Б. Річардс) 53:47 – К. Дрейпер (Д. Торнтон) 63:45 – В. Лекавальє (Р. Сміт) |                | Арбітри: Пол Деворський Стефен Волком |
| 2 хв. | Вилучення                   | 2 хв. |                | Арбітри: Пол Деворський Стефен Волком |
| 40 | Кидки                       | 24 |                | Арбітри: Пол Деворський Стефен Волком |

### Фінал
| 14 вересня 2004 19:00 | Фінляндія | 2 : 3 (1:1, 1:1, 0:1) | Канада | Ейр Канада-центр», Торонто Глядачів: 19,370 |

| Протокол                                                         | Протокол            | Протокол | Протокол      | Протокол                              |
| ---------------------------------------------------------------- | ------------------- | --- | ------------- | ------------------------------------- |
|                                                                  | Міікка Кіпрусофф    | Голкіпери | Мартен Бродер | Арбітри: Пол Деворський Стефен Волком |
| Р. Галь (Т. Людман, А. Берг) – 6:34 Т. Рууту (Т. Людман) – 39:00 | 0–1 1–1 1–2 2–2 2–3 | 0:52 – Д. Сакік (М. Лем'є, Е. Брюер) 23:15 – С. Нідермаєр (К. Дрейпер, Д. Торнтон) 40:34 – Ш. Доун (Д. Торнтон, А. Фут) |               | Арбітри: Пол Деворський Стефен Волком |
| 2 хв.                                                            | Вилучення           | 2 хв. |               | Арбітри: Пол Деворський Стефен Волком |
| 29                                                               | Кидки               | 33 |               | Арбітри: Пол Деворський Стефен Волком |

## Статистика
| Володар Кубка світу 2004 |
| ------------------------ |
| Канада 1-й титул         |

### Підсумкова таблиця
| 1 | Канада     |
| 2 | Фінляндія  |
| 3 | Чехія      |
| 4 | США        |
| 5 | Швеція     |
| 6 | Росія      |
| 7 | Словаччина |
| 8 | Німеччина  |

### Нагороди
| Нападники: | Фредрік Модін – Саку Койву – Венсан Лекавальє |
| Захисники: | Адам Фут – Кіммо Тімонен                      |
| Воротар:   | Мартен Бродер                                 |

### Бомбардири
| Гравець             | І | Г | П | Очк. | ШХ |
| ------------------- | - | - | - | ---- | -- |
| Фредрік Модін       | 4 | 4 | 4 | 8    | 2  |
| Венсан Лекавальє    | 6 | 2 | 5 | 7    | 8  |
| Кіт Ткачук          | 5 | 5 | 1 | 6    | 23 |
| Мартін Гавлат       | 5 | 3 | 3 | 6    | 2  |
| Джо Сакік           | 6 | 3 | 3 | 6    | 2  |
| Кіммо Тімонен       | 6 | 1 | 5 | 6    | 2  |
| Майк Модано         | 5 | 0 | 6 | 6    | 0  |
| Данієль Альфредссон | 4 | 0 | 6 | 6    | 2  |
| Мілан Гейдук        | 5 | 3 | 2 | 5    | 2  |
| Патрік Еліаш        | 5 | 3 | 2 | 5    | 10 |

### Найкращі воротарі
| Гравець          | %ЧП | ПШ | КН   | %ВБ   |
| ---------------- | --- | -- | ---- | ----- |
| Мартен Бродер    | 300 | 5  | 1.00 | 0.961 |
| Рік ДіП'єтро     | 60  | 1  | 1.00 | 0.941 |
| Міікка Кіпрусофф | 365 | 9  | 1.50 | 0.939 |
| Томмі Сало       | 60  | 2  | 2.00 | 0.895 |
| Ілля Бризгалов   | 180 | 7  | 2.34 | 0.897 |
| Роберт Еш        | 238 | 10 | 2.53 | 0.909 |
| Роберто Луонго   | 64  | 3  | 2.82 | 0.925 |
| Томаш Вокоун     | 302 | 15 | 2.98 | 0.881 |
| Максим Соколов   | 60  | 3  | 3.01 | 0.893 |
| Олаф Кельціг     | 180 | 10 | 3.34 | 0.905 |